# William Speirs Bruce
William Speirs Bruce, född 1 augusti 1867 i London, död 28 oktober 1921 i Edinburgh, var en brittisk upptäcktsresande och polarforskare. Han organiserade och deltog i Scottish National Antarctic Expedition (1902-04) till Antarktis och gjorde senare flera resor till Spetsbergen. Bruce erbjöds att delta i Robert Scotts expedition till den geografiska Sydpolen, men avböjde, då han tyckte att målet för expeditionen var oseriöst.